# Kostas Chalkias
Konstantinos "Kostas" Chalkias, řecky Κώστας Χαλκιάς (* 30. květen 1974, Larissa) je bývalý řecký fotbalový brankář.
S řeckou reprezentací vyhrál mistrovství Evropy roku 2004. Zúčastnil se i Eura 2008, Eura 2012 a mistrovství světa 2010. V národním mužstvu hrál v letech 2001–2012 a odchytal 32 zápasů.
S Panathinaikosem Athény se stal mistrem Řecka (2003/04) a získal řecký pohár (2003/04).